# Sitobion leelamaniae
Sitobion leelamaniae är en insektsart. Sitobion leelamaniae ingår i släktet Sitobion och familjen långrörsbladlöss. Inga underarter finns listade i Catalogue of Life.